# (14967) Madrid
(14967) Madrid ist ein Asteroid des Hauptgürtels, der am 6. August 1997 von den spanischen Astronomen Ángel López Jiménez und Rafael Pacheco am Planetarium Mallorca (IAU-Code 620) in Costitx auf der Balearen-Insel Mallorca entdeckt wurde.
Der Asteroid wurde am 13. Oktober 2000 nach der spanischen Hauptstadt Madrid benannt, die die Geburts- und Heimatstadt von Rafael Pacheco ist.